# Céline Laguarde
Gracieuse Céline Laguarde de Camoux, più semplicemente conosciuta come Céline Laguarde (Biarritz, 2 novembre 1873 – Losanna, 21 maggio 1961), è stata una fotografa francese esponente del pittorialismo.

## Biografia
Figlia di un proprietario terriero deceduto quando lei aveva appena tre anni, rimase sempre legata al territorio basco in cui era nata e cresciuta. Nel 1880 si spostò a Parigi, dove alcuni anni più tardi fu raggiunta dalla madre vedova presso una famiglia di corregionali, gli Irigoin-Guichandaut. Nel 1897 le due famiglie si stabilirono nella villa Les Pins di Aix-en-Provence.
La giovane Céline cominciò a farsi notare negli ambienti intellettuali della Provenza, sia per la sua passione per la fotografia, sia per il suo talento come pianista e nel 1902 partecipò per la prima volta a una esposizione presso il salone del Photo-Club de Paris. Questa associazione era stata costituita, fra gli altri, da Robert Demachy e da Constant Puyo, nell'intento di prendere le distanze dall'ufficialità della Société française de photographie e di promuovere il pittorialismo. Nominata come membro corrispondente del Photo-Club, Céline Laguarde ebbe Demachy come maestro, che la invitò ad adottare il procedimento alla gomma bicromata, espediente che rendeva la stampa fotografica più simile a un disegno. 
I primi suoi lavori risalgono alla fine del XIX secolo, ma già dopo pochi anni, pubblicando le sue foto in riviste specializzate e esponendo puntualmente in mostre collettive, Laguarde comincia a ricevere riconoscimenti per la sua abilità pittorica e per il suo valore professionale come fotografa. È del gennaio 1907 l'onorificenza (Ordine delle Palme Accademiche) ricevuta a Parigi dal ministro della Pubblica Istruzione e Belle Arti.
Dal 1906 in poi, Laguarde apprende anche altre tecniche come gli inchiostri grassi e sperimenta effetti diversi di stampa da uno stesso negativo, a seconda della procedura usata.
Intorno al 1910 sviluppa un'intensa complicità creativa con due giovani artisti legati fra loro da una relazione, il musicista Darius Milhaud e il poeta Léo Latil, e intanto continua ad esporre in mostre non solo collettive, ma anche monografiche, come quella organizzata dal Photo-Club di Nizza al Casino Municipale nel 1911, comprendente circa 70 lavori.
Il 24 novembre 1913, ad Aix-en-Provence, sposa Édouard Bugnion (1845–1939), eminente entomologo di nazionalità svizzera, che di lì a poco diverrà professore onorario all'Università di Losanna. Dissoltosi intanto il gruppo dei pittorialisti francesi a seguito dello scoppio della guerra, Céline Laguarde dirada il suo impegno come fotografa ma segue le ricerche di suo marito e sperimenta la microfotografia scientifica.
I suoi ultimi lavori conosciuti risalgono al 1937. Negli anni della seconda guerra mondiale si trova a Losanna, dove vive una sorta di esilio forzato e si dedica soprattutto alla sua passione per la musica. In seguito alla morte di suo marito abbandona totalmente la fotografia, vende i suoi beni immobili di Aix-en-Provence e si stabilisce definitivamente in Svizzera, nei pressi dell'abbazia di Saint-Maurice d'Agaune, nella cui basilica fa costruire a sue spese un monumentale organo a canne, inaugurato nel 1950.
Presso la stessa abbazia verrà sepolta alla sua morte, avvenuta nel 1961.

## Opere
La prima tiratura di suoi lavori, intitolata Une précieuse comparve nel 1900 sulla rivista Art et Photographie; l'anno dopo, sulla stessa rivista viene pubblicato un altro gruppo di fotografie, L'automne. Tra il 1904 e il 1905 la prestigiosa edizione calcografica de L'Épreuve photographique pubblica Stella, Étude en brun, Pierrette, accanto alle opere di altri più celebri pittorialisti quali Constant Puyo, Robert Demachy, Maurice Bucquet. Céline Laguarde si trova così ad essere l'unica esponente femminile di questo movimento artistico.
Soggetti delle prime fotografie erano i suoi familiari, gli amici, i conoscenti. Introducendosi nell'ambiente intellettuale, successivamente eseguì anche ritratti di uomini celebri del tempo, quali ad esempio Maurice Ravel, Francis Jammes, Maurice Barrès, Frédéric Mistral.
Fino al 2013 i negativi di Céline Laguarde si ritenevano perduti e non si conoscevano opere originali se non attraverso le riproduzioni comparse sulle testate specialistiche tra il 1900 e il 1914. L'insieme delle sue opere era rimasto praticamente inedito, custodito dalla stesa Laguarde fino alla sua morte. In occasione della mostra Qui a peur des femmes photographes? tenuta al museo dell'Orangerie di Parigi nel 2015, venne ritrovato un gruppo di negativi e furono esposti quattro suoi lavori originali. Il museo d'Orsay acquisì questo primo gruppo e un secondo gruppo nel 2022, ricomponendo il corpus dei suoi lavori, grazie anche al ritrovamento di alcune lastre provenienti dalla collezione di Darius Milhaud e di altre persone che avevano avuto a che fare con l'artista in vita. Attualmente la collezione, custodita presso il Museo d'Orsay, contiene più di 200 opere, 140 delle quali sono state esposte per la prima volta in una mostra a lei dedicata nell'autunno-inverno 2024.